# Adelin Vermer
Adelin Nestor Octave Vermer (Bouillon, 19 augustus 1905 - Libramont-Chevigny 5 april 1977) was een Belgisch volksvertegenwoordiger.

## Levensloop
Vermer promoveerde tot doctor in de rechten en tot licentiaat in de politieke en diplomatieke wetenschappen aan de Katholieke Universiteit Leuven. Hij vestigde zich als advocaat in Dinant.
In 1936 werd hij verkozen tot Rex-volksvertegenwoordiger voor het arrondissement Dinant-Philippeville en vervulde dit mandaat tot in 1939.
In 1941 werd hij benoemd tot substituut van de procureur des Konings in Neufchâteau en werd in 1945 in dit ambt bevestigd. In 1949 werd hij bevorderd tot procureur des Konings bij dezelfde rechtbank.
Vermer is de auteur van artikels en monografieën gewijd aan rechterlijke geschiedenis en aan Luxemburgse plaatselijke geschiedenis.
Hij was getrouwd met Marie-Thérèse Soenens (1913-1997) en ze hadden vier kinderen.

## Publicaties
- Escales en Grèce, Brussel, 1939.
- Des Complices de Cadoudal embastillés au château de Bouillon: une prison d'Etat sous l'Empire, Institut archéologique du Luxembourg, 1974.
- La révolution bouillonnaise et ses lendemains. Contribution à l'histoire des révolutions de la fin du xviiiè siècle, 1975.
- Le Procès du général Malet et d'un comparse luxembourgeois Jean-Joseph Julien, 1978.